# Béchir Sfar
Pour les articles homonymes, voir Sfar.
 (février 2019).
Si vous disposez d'ouvrages ou d'articles de référence ou si vous connaissez des sites web de qualité traitant du thème abordé ici, merci de compléter l'article en donnant les références utiles à sa vérifiabilité et en les liant à la section « Notes et références ».
Béchir Sfar (arabe : البشير صفر), né le 27 février 1856 à Tunis et mort le 1er mars 1917 à Tunis, est un militant, administrateur et réformiste tunisien.

## Biographie

### Jeunesse
Son père est un haut gradé de l'armée beylicale tunisienne originaire de Mahdia, dont il a été le caïd-gouverneur ; il dirige plus tard une section du ministère de la Guerre dans la capitale.
Né à Tunis, Sfar fait partie de la première promotion du Collège Sadiki. Envoyé à Paris, au sein d'un groupe d'étudiants, il poursuit des études au lycée Saint-Louis destiné à former des ingénieurs. Toutefois, il interrompt ses études en 1881, lors de l'instauration du protectorat en Tunisie. Regagnant Tunis, il entre dans l'administration en juin 1881. C'est là qu'il peut, au fil du temps, acquérir de l'expérience et contribuer à l'institution d'organismes administratifs ou culturels. Il est en effet le fondateur de l'association de la Khaldounia. Par ailleurs, il est nommé responsable du service de comptabilité au sein du grand vizirat en 1882, poste qu'il occupe jusqu'en 1891.

### Engagement réformiste
Sfar commence sa carrière politique de militant réformiste et nationaliste avec la fondation, le 2 août 1888, du journal El Hadhira (La Capitale) qui est dirigé par un membre de l'association de la Khaldounia : Ali Bouchoucha. Dans ses nombreux articles, il appelle ses compatriotes émerveillés par la France à « se garder de tomber dans un excès de nature à les mener au reniement de la culture arabo-musulmane et à la dépersonnalisation ». C'est la raison pour laquelle il estime, en tant que réformiste, que le renouveau national tunisien ne peut se réaliser que par la réforme de l'enseignement, c'est-à-dire en inculquant aux élèves, à côté de la culture islamique, les sciences exactes, les sciences économiques, l'histoire, la géographie et les langues vivantes.

### Confrontation avec les colons
Dans son discours devant le résident général le 25 mars 1905, à l'occasion de l'inauguration de l'asile des vieillards, il déclare : 
« La Djemaïa [administration] des habous fait ce qu'elle peut pour l'assistance publique musulmane mais, malgré toute la bonne volonté, elle ne saurait, avec ses petites ressources, faire face aux nouveaux et nombreux besoins qui se manifestent tous les jours. La décadence du commerce et de l'industrie indigènes, le peu d'encouragement que rencontre la main d'œuvre locale dans les travaux publics et privés, l'aliénation de la terre et d'autres causes encore plongent une grande partie de nos compatriotes dans une profonde misère.

M. le résident général, la population musulmane apprécie, à leur juste valeur, les améliorations et les réformes utiles accomplies par le gouvernement du protectorat. Elle est sensible également aux mesures que prend le gouvernement pour le développement des œuvres de charité et d'assistance publique. Mais sa reconnaissance serait beaucoup plus vive si, en soulageant la misère, notre gouvernement voulait bien étudier sérieusement les moyens de la prévenir. Enseignement professionnel, commercial et agricole largement donné aux indigènes ; formation et protection efficace de la main d'œuvre tunisienne ; relèvement des industries locales par des mesures douanières et autres ; enfin conservation de la propriété indigène ; voilà M. le résident général, à notre humble avis, autant de moyens propres à aténuer, sinon à conjurer, la crise économique qui sévit actuellement dans la société musulmane. »
Ce discours suscite le mécontentement des colons français qui y répondent avec virulence dans de multiples articles à travers leur journal Le Colon français ou encore La Tunisie française. En revanche, en France, le groupe des Français libéraux, appuie Sfar dans le journal Le Temps et note qu'il est nécessaire de prendre en compte les revendications des Jeunes Tunisiens qui sont imbus des principes de la Révolution française. Malgré ces appuis, Béchir Sfar est nommé caïd à Sousse afin de l'éloigner de Tunis.

### Héritage
Cet éminent homme de culture est, comme l'écrit Mohamed Fadhel Ben Achour, quelqu'un « qui s'érigeait avec force contre la situation déplorable dans laquelle était le pays à l'époque, était imbu dès sa tendre enfance des principes réformistes de Kheireddine et qui était d'un grand élan révolutionnaire, d'autant plus qu'il fut empêché de continuer les études qu'il avait entamées en France ». 
Il marque une période de l'histoire du mouvement national qui commence avec le mouvement des Jeunes Tunisiens auquel il emboîte le pas en posant un jalon supplémentaire dans la voie du militantisme national. Il milite jusqu'à sa mort des suites d'une opération chirurgicale.